# Centro de Extensión de la Universidad del Bío-Bío
El Centro de Extensión de la Universidad del Bío-Bío es un edificio ubicado en la ciudad chilena de Chillán, dependiente de la universidad homónima. Es parte del conjunto de Edificios Municipales de Chillán, cual incluye a sus edificios colindantes como el teatro de la ciudad y el Edificio Consistorial de Chillán.
Su uso es educacional, aunque también ha sido escenario de eventos culturales y políticos. En su interior conserva las salas Schaeffer y Andrés Bello.

## Historia
Antes del Terremoto de Chillán de 1939, la propiedad en que hoy se ubica el Centro de Extensión, fue propiedad de Otto Schäeffer Hoffman, músico chileno de ascendencia alemana, quien se dedicaba a la venta de instrumentos musicales en el lugar. La tienda, es destruida tras el sismo, y su reconstrucción estuvo a cargo de Ricardo Müller y Enrique Cooper, siendo inaugurado en 1942, como parte de los Edificios Municipales de Chillán.
Allí Schäeffer mantuvo su tienda hasta su fallecimiento el 4 de mayo de 1956. Después de su muerte, el 22 de septiembre de 1957 la tienda musical es convertida en la Casa del Arte, sin embargo, al año siguiente queda en estado de abandono. No fue hasta 1969, cuando la Universidad de Chile compró la propiedad, ocupando sus instalaciones como recinto estudiantil.
Llegada la dictadura militar de Augusto Pinochet, la propiedad es transferida a la Universidad del Bío-Bío. El recinto también fue la sede de Iproch TV, primer canal de televisión local que transmitió entre 1983 y 1993.